# Oroplexia
Oroplexia là một chi bướm đêm thuộc họ Noctuidae.

## Loài
- Oroplexia albiflexura (Walker, 1857)
- Oroplexia decorata (Moore, 1882)
- Oroplexia luteifrons (Walker, 1857)
- Oroplexia retrahens (Walker, 1857)
- Oroplexia separata (Moore, 1882)
- Oroplexia simulata (Moore, 1881)
- Oroplexia tripartita (Leech, 1900)